# Ломы (Уренский район)
Ломы — деревня в Уренском районе Нижегородской области. Входит в состав Устанского сельсовета. .

## История
Впервые упоминается в 1723 году. Она была основана переселенцами (старообрядцами) из Ковернинского района, которые бежали от религиозных преследований Нижегородского епископа Питирима. Названа деревня по имени населённого пункта, где они жили ранее, — так же деревня Ломы. Название происходит от слова «лом» или «лам», что в говорах Поволжья означает пойму или низину с кочкарником и мелколесьем.
В 1850 году в деревне Ломы проживало 10 семей (97) человек. В советское время работали колхозы «Ленинская Искра» и им.Кирова.